# Tagebau Scheibe
Der Tagebau Scheibe, obersorbisch Šibojska jama, war ein Braunkohletagebau, der von 1985 bis 1996 östlich von Hoyerswerda im Lausitzer Braunkohlerevier betrieben wurde. Ihm mussten in den Jahren 1986/1987 der namensgebende Ort Scheibe und die Ausbauten des nördlich davon gelegenen Ortes Burg weichen. Nach dem Ende der Auskohlung entstand als Bergbaufolgelandschaft der Scheibe See.

## Geographie
Die waldreiche Vortagebaulandschaft war der Muskauer Heide beziehungsweise dem Oberlausitzer Heide- und Teichgebiet zuzuordnen. Mehrere kleine Teiche, einige davon bereits versandet, befanden sich südlich des Tagebaus und mussten trockengelegt werden. Das Landschaftsrelief lag zwischen 114 und 122 m ü. HN, durch Binnendünen lokal bis 127 m ü. HN.

## Geschichte
Das Ministerium für Kohle und Energie der DDR beschloss im März 1980 den kurzfristigen Aufschluss des Tagebaus Scheibe, hauptsächlich zur Absicherung des Kohlebedarfs des Gaskombinats Schwarze Pumpe. Die geschätzten 53 Millionen Tonnen Kohle sollten voraussichtlich bis zum Ende der neunziger Jahre die Kohleversorgung für das damals größte Braunkohleveredlungskombinat Europas sichern. Dazu war die Verlegung vorhandener Infrastruktur notwendig, zudem musste für die Kleine Spree auf einer Länge von fünf Kilometern ein neues Flussbett angelegt werden.
Bereits 1982 begannen die Entwässerungsarbeiten, die Aufschlussbaggerung begann im April 1984. Im Oktober 1984 begann die Baggerung im 1. Abraumschnitt und im März 1985 im 2. und 3. Abraumschnitt. Am 15. November 1985 wurde die Rohkohleförderung aufgenommen.
Durch Parallelabbau entwickelte sich der Tagebau von Ost nach West, wodurch eine Abraumverkippung bis 1987 an der Außenkippe des östlich gelegenen Tagebaus Lohsa ermöglicht wurde. Anschließend erfolgte eine Innenverkippung, wobei die Innenkippe nach einer Flutung vollständig mit Wasser bedeckt sein sollte. Ab 1991 wurde der Abraum über eine sieben Kilometer lange Bandanlage in das Sanierungsgebiet des Tagebaus Spreetal transportiert. Dort arbeitete unter anderem der Musiker Gerhard Gundermann als Baggerfahrer, der 1992 in den Tagebau Scheibe versetzt wurde, wo er zum Jahresende 1996 entlassen wurde.
Am 16. Oktober 1995 kam es zum Auslauf des 1. Abraumschnittes und am 9. August 1996 zum Auslauf des 2. und 3. Abraumschnittes. Damit erreichte der Abraumbetrieb seine Endstellung. Die Kohleförderung wurde am 25. November 1996 nach elf Jahren und vollständiger Auskohlung eingestellt. Während der Laufzeit wurden 225,2 Millionen Kubikmeter Abraum bewegt und 52,58 Millionen Tonnen Rohbraunkohle gefördert. Durch den Tagebau wurden 758,1 Hektar bergbaulich in Anspruch genommen.
Betrieben wurde der Tagebau vom BKW Welzow und der Nachfolgegesellschaft LAUBAG. Am 1. Juli 1994 wurde er von der LBV übernommen, die 1996 zur LMBV fusionierte. Von ihr wurde das Tagebaurestloch nach dem Auslaufen des Tagebaubetriebs saniert. Das markanteste Überbleibsel ist der Scheibesee, der im Laufe des Jahres 2010 die Innenkippe überdeckte.